# セミクジラ科
セミクジラ科（Balaenidae）はヒゲクジラ類の科。現生はセミクジラ属（Eubalaena）とホッキョククジラ属（Balaena）からなる。

## 進化史
ヒゲクジラ類は単系統群であり、濾過食者で、史上最大の種や危機に瀕した種が含まれる。ヒゲクジラ類は形態と分子のデータに基づき、現生の4つの科レベルの系統群に分けられる。セミクジラ科、コセミクジラ科、コククジラ科、ナガスクジラ科である。2019年の分子系統解析から、セミクジラ科はヒゲクジラ類の中で最初に分岐した系統群であることが明らかになっている。

## 特徴
成体の平均体長は15-17m、平均体重は50-80tである。大きな個体は体長20m、体重100tにも達する。
もっとも顕著な特徴は、狭くアーチ状の上向きの顎であり、強くカーブした顎の輪郭を生み出している。この形より、特に長いヒゲ板を持つことが可能になっている。このヒゲ板を使い、前進しながら採食(en:Ram feeding)を行う。すなわち、一度に数分間口を開けて水面または水面近くで泳ぎ、水から食物を漉し、それを舌でヒゲ板からこすり落とす。これは、他には主にイワシクジラによって行われ、他のナガスクジラ類やコククジラ類とは対照的である。食料は主に甲殻類、主にカイアシ類であるが、大量のオキアミを食べる種もある。顎の形状と使い方がフラミンゴに似ており、収斂進化の結果とされる。
ナガスクジラ類に比べ体のつくりは堅牢で、ナガスクジラ類のような下顎・喉部の溝（下顎を膨らませるために存在）がない。胴部に比べ頭が異様に大きいのも特徴で、ホッキョククジラでは体長の40％が頭部である。前鰭は短く幅広で、背鰭はない。
全ての種は移動性で、冬は暖温帯域に移動し、そこで交尾、出産を行う。妊娠期間は10-11ヶ月。一度に1頭のみ出産し、出産は通常は3年に一度である。
セミクジラ科の種は70年以上生きる。

### 分布
セミクジラ科に属す4種は温帯～極域に分布する（ホッキョククジラは北極海、ミナミセミクジラは南半球の中～高緯度域、タイセイヨウセミクジラは北大西洋、セミクジラは北太平洋）。

## 保全状況
体の40％が脂肪のため、1800年代後半には脂を採るため乱獲された。脂分が多いため死後浮くため、捕獲しやすかった。
現在、タイセイヨウセミクジラは推計個体数が300-350頭しかなく、最も絶滅の危機に瀕したクジラである。セミクジラも危機に瀕しており500頭しかいない。ミナミセミクジラ（1997年に7,500頭ほど）とホッキョククジラ（2万～4万頭）は捕鯨が国際的に削減されて以降、個体数が回復している。

## 分類
- セミクジラ科 Balaenidae
  - ホッキョククジラ属 Balaena
    - ホッキョククジラ Balaena mysticetus

  - セミクジラ属 Eubalaena
    - タイセイヨウセミクジラ Eubalaena glacialis
    - セミクジラ Eubalaena japonica
    - ミナミセミクジラ Eubalaena australis

最近まで、セミクジラ属は1種（E. glacialis）のみと考えられていた。遺伝子の分析の結果、北大西洋、北太平洋、南半球の集団はそれぞれ別種であると2000年に結論づけられた。その後、2005年に行われたミトコンドリアDNAと核DNAの遺伝子分析により、3集団は3つの別の種であるという見方が強化された。
セミクジラ科の種間系統
|  | タイセイヨウセミクジラ E. glacialis                                                      |
|  |                                                                                          |
|  | \| \| セミクジラ E. japonica \| \| \| \| \| \| ミナミセミクジラ E. australis \| \| \| \| |
|  |                                                                                          |
|  | セミクジラ E. japonica                                                                   |
|  |                                                                                          |
|  | ミナミセミクジラ E. australis                                                            |
|  |                                                                                          |

|  | セミクジラ E. japonica        |
|  |                               |
|  | ミナミセミクジラ E. australis |
|  |                               |

|  | タイセイヨウセミクジラ E. glacialis                                                      |
|  |                                                                                          |
|  | \| \| セミクジラ E. japonica \| \| \| \| \| \| ミナミセミクジラ E. australis \| \| \| \| |
|  |                                                                                          |
|  | セミクジラ E. japonica                                                                   |
|  |                                                                                          |
|  | ミナミセミクジラ E. australis                                                            |
|  |                                                                                          |

|  | セミクジラ E. japonica        |
|  |                               |
|  | ミナミセミクジラ E. australis |
|  |                               |